# إيميل هانسون
إيميل هانسون (بالنرويجية البوكمول: Emil Hansson)‏ (15 يونيو 1998 ببرغن في النرويج - ) هو لاعب كرة قدم نرويجي في مركز الوسط. لعب مع فاينورد.

## روابط خارجية
- إيميل هانسون على موقع اتحاد النرويج (النرويجية)
- إيميل هانسون على موقع اتحاد السويد (السويدية)
- إيميل هانسون على موقع قاعدة بيانات كرة القدم.إي يو (الإنجليزية)
- إيميل هانسون على موقع Soccerway.com (الإنجليزية)
- إيميل هانسون على موقع عالم كرة القدم.نت (الإنجليزية)
- إيميل هانسون على موقع AS.com (الإسبانية)